# Martin Martínez
Martin Martínez (Burgos, 22 februari 1946 - Nevers, 4 februari 2012) was een Frans wielrenner. Hij reed voor onder meer Gan-Mercier. De grootste overwinning in zijn carrière was die van een etappe in de Ronde van Spanje 1974.

## Belangrijkste overwinningen
1970
- 3e etappe Tour Nivernais Morvan

1974
- 10e etappe deel B Ronde van Spanje